# Стефан Чореев
Стефан Иванов Стойков-Чореев е български опълченец.

## Биография
Роден е през 1855 година в Калофер.
Бил е четник в четата на Тодор Велков и на кап. Александър Филипович (Зандрик) в Сръбско-турската война от 1876 година.
Участва като доброволец в Руско-турската война (1877 – 1878) в състава на Пета дружина под командването на майор Павел Николаевич Попов.
Взема участие в Сръбско-българската война от 1885 година в състава на Македонския партизански ескадрон.
Умира  през 1930 година в Стара Загора на 78-годишна възраст.

## Памет и признание
За участието си във войните, Чореев е удостоен с множество военни ордени и медали.
Улица в Стара Загора е кръстена на името на Стефан Чореев. 
Негови портрети се пазят в РИМ - Стара Загора. Един от портретите му е ползван за корицата на историческия фото-албум „Епопея на незабравимите български опълченци”, съставен от Тошо Пейков.